# Köhn
Köhn è un comune di 1.821 abitanti dello Schleswig-Holstein, in Germania.
Appartiene al circondario (Kreis) di Plön (targa PLÖ) ed è parte della comunità amministrativa (Amt) di Probstei.

## Storia

### Simboli
Lo stemma comunale si presenta:
Nel comune di Köhn vi sono ampie aree di foresta, rappresentate dalla quercia. In una di queste si trova una tomba megalitica intatta, composta da due pietre portanti verticali e una orizzontale. I quattro rami della quercia rappresentano i quattro distretti di Köhn, Püisen, Moorrehmen e Mühlen.